# 문수사리보살최상승무생계경
문수사리보살최상승무생계경(文殊師利菩薩最上乘無生戒經)은 대한민국 경상남도 양산시 하북면 지산리, 통도사에 있는 고려시대의 책이다. 1982년 11월 9일 대한민국의 보물 제738호로 지정되었다.

## 개요
문수사리보살최상승무생계경(文殊師利菩薩最上乘無生戒經)은 석가모니가 보리수 아래에서 설법한 내용을 경전에 담은 것이다. 원나라에 귀화한 인도의 고승 지공(指空)이 고려 금강산법기보살도량(金剛山法起菩薩道場)에 참가하였을 때, 고려 충숙왕이 지공에게 설법을 요청하자 이 책을 내놓고 설법하였다고 한다. 
나무에 새겨서 닥종이에 찍은 것으로, 3권이 하나의 책으로 묶여 있으며, 크기는 세로 26.1cm, 가로 19.2cm이다. 고려 우왕 12년(1386)에 쓴 이색(李穡)의 간행기록을 통해 1353년에 강금강(姜金剛)이 간행한 것을 고려에서 다시 간행한 것임을 알 수 있다. 이때 예안군 우공(禹公)이 옮겨 새기려다가 완성하지 못한 것을 성암사(聖庵寺)의 시주로 1386년 5월에 완성하여 간행한 것이다. 
이 책은 한국·중국·일본에 전하고 있는 여러 대장경 목록에 책이름이 나오지 않은 유일본으로, 불교의 교리연구에 있어서 그 자료적 가치가 크게 평가된다.

## 참고 자료
- 문수사리보살최상승무생계경 - 국가유산청 국가유산포털